# Spiraea hazarica
Spiraea hazarica är en rosväxtart som beskrevs av R. N. Parker. Spiraea hazarica ingår i släktet spireor, och familjen rosväxter. Inga underarter finns listade i Catalogue of Life.